# Hossam Hassan
Hossam Hassan Hassanin (en árabe: حسام حسن‎) (Helwan, El Cairo, 10 de agosto de 1966) es un exfutbolista y entrenador egipcio que jugaba como delantero. Jugó la mayor parte de su carrera en el Al-Ahly, donde permaneció durante 13 temporadas, desde 1984 hasta 1990 y desde 1992 hasta 1999. También tuvo una etapa en el Zamalek S. C. desde 2000 hasta 2004. Su último equipo fue el Al-Ittihad Alexandria. Actualmente dirige a la Selección de Egipto.
Es el máximo goleador de la historia de Egipto con 69 goles en 177 apariciones, desde 1985 hasta 2006.Su hermano gemelo, Ibrahim Hassan, también jugó al fútbol profesional y compartieron equipos durante la mayor parte de sus extensas carreras.
Hassan representó a la Selección de Egipto en la Copa Mundial de Fútbol de 1990 y en siete torneos de la Copa Africana de Naciones. Es considerado uno de los mejores jugadores de la historia del fútbol africano y es el decimoquinto jugador con más partidos internacionales en el fútbol internacional masculino.
Es el futbolista más laureado en la historia de su país y del fútbol africano, y también es uno de los cinco futbolistas con más títulos en la historia del fútbol, tanto a nivel internacional como a nivel oficial, con 19 títulos internacionales de 40 títulos oficiales.
En su palmarés, a nivel clubes, tiene: 13 Ligas Premier de Egipto, 5 Copas de Egipto, 2 Supercopas de Egipto, 1 UAE Pro League, 4 Recopas Africanas, 2 Ligas de Campeones de la CAF, 1 Copa Afroasiática, 1 Recopa Árabe, 2 Campeonatos de Clubes Árabes, 2 Supercopas Árabes y 1 Supercopa de la CAF.
En su palmarés, a nivel selección, tiene: 3 Copas Africanas de Naciones, los Juegos Panafricanos de 1987, 1 Copa de Naciones Árabe y los Juegos Panarábicos de 1992.

## Carrera como jugador
Además de dos estancias en el extranjero, en Suiza y Grecia, Hassan, nacido en El Cairo, jugó principalmente en el Al-Ahly de su ciudad natal, con el que debutó con el primer equipo a los 18 años, disputando su último partido con el club dieciséis años después. Ocupó el primer puesto del club en varias categorías y ganó con él un total de 25 títulos, incluidas 11 ligas; Fue sólo uno de los dos jugadores que encontró la red en los derbis de cada equipo.
En 2000, ya con 34 años, Hassan abandonó el Al-Ahly, pasando a representar al Al-Ain, al Zamalek, sumando tres ligas más y la Liga de Campeones de la CAF 2002, al Al-Masry, al Tersana y al Al-Ittihad Alexandria, sin dejar de seguir para anotar en profundidad. Se retiró con casi 42 años, habiendo jugado la mayor parte del tiempo con su hermano Ibrahim, incluso en el extranjero.

## Selección nacional
Integró la Selección de Egipto que disputó la Copa Mundial de Fútbol de 1990, ayudando a los faraones a lograr dos empates y perdiendo por poco 0-1 ante Inglaterra.
Hassan, de 40 años, fue capitán de la selección nacional en la Copa Africana de Naciones 2006, jugó tres veces y anotó un gol para los anfitriones, ganando la última de sus tres competiciones continentales.

### Participaciones en Copas del Mundo
| Mundial                        | Sede   | Resultado     |
| ------------------------------ | ------ | ------------- |
| Copa Mundial de Fútbol de 1990 | Italia | Primera ronda |

## Carrera como entrenador
El 29 de febrero de 2008, Hassan fue nombrado director general y entrenador del antiguo club Al-Masry,antes de fichar por el modesto Itesalat.Tras el despido del técnico francés Henri Michel, fue nombrado entrenador del Zamalek el 30 de noviembre de 2009.En doce partidos llevó al club del puesto 14 al segundo, perdiendo sólo un partido y empatando otro, antes de ser despedido. Más tarde, tuvo breves períodos con el Ismaily, Al-Masry y Misr Lel Makkasa. 
El 26 de junio de 2013, fue oficializado como entrenador de la selección de Jordania.Allí, dirigió al equipo durante la clasificación para la Copa Mundial de la FIFA 2014, incluida la quinta ronda de la AFC contra Uzbekistánpara avanzar al repechaje contra Uruguay. No obstante, no clasificaron al mundial luego de caer ante el combinado uruguayo por 5-0 en el global.
En julio de 2014, dejó su cargo como seleccionador para asumir como entrenador del Zamalek por segunda ocasión.Luego, dirigió al Al-Ittihad Alexandria, a Al-Masry de 2015 a 2018, donde alcanzó la final de la Copa de Egipto 2017 y la semifinal de la Copa Confederación de la CAF 2018.Posteriormente dirigió al Pyramids y al Smouha, antes de volver a entrenar al Al-Ittihad Alexandria en octubre de 2020.
Por razones no reveladas, dejó su cargo para asumir por cuarta vez en el Al-Masry el 30 de mayo de 2022.Después de dejar el club al final de la temporada, Hassan regresó para un quinto mandato en diciembre de 2022.En mayo de 2023, fue despedido después de haber insultado a miembros de la junta directiva durante un partido contra el Aswan.
El 28 de enero de 2024, fue anunciado como entrenador del Modern Sport FC.Sin embargo, dejó su cargo 13 días después para asumir el control de la selección de Egipto.

## Clubes

### Como jugador
| Club                       | País   | Año       |
| -------------------------- | ------ | --------- |
| Al-Ahly                    | Egipto | 1984-1990 |
| PAOK de Salónica F. C.     | Grecia | 1990-1991 |
| Neuchâtel Xamax F. C.      | Suiza  | 1991-1992 |
| Al-Ahly                    | Egipto | 1992-1999 |
| Al-Ain F. C.               | EAU    | 1999-2000 |
| Zamalek S. C.              | Egipto | 2000-2004 |
| Al-Masry                   | Egipto | 2004-2006 |
| Tersana S. C.              | Egipto | 2006-2007 |
| Al-Ittihad Alexandria Club | Egipto | 2007      |

### Como entrenador
| Club                       | País     | Año           |
| -------------------------- | -------- | ------------- |
| Al-Masry                   | Egipto   | 2008          |
| Telecom Egypt              | Egipto   | 2009          |
| Zamalek S. C.              | Egipto   | 2009-2013     |
| Selección de Jordania      | Jordania | 2013-2014     |
| Zamalek S. C.              | Egipto   | 2014          |
| Al-Ittihad Alexandria Club | Egipto   | 2014-2015     |
| Al-Masry                   | Egipto   | 2015-2018     |
| Pyramids F. C.             | Egipto   | 2018-2019     |
| Smouha S. C.               | Egipto   | 2019-2020     |
| Al-Ittihad Alexandria Club | Egipto   | 2020-2022     |
| Al-Masry                   | Egipto   | 2022-2023     |
| Modern Sport F. C.         | Egipto   | 2024          |
| Selección de Egipto        | Egipto   | 2024-presente |

## Vida personal
Hassan siempre mostró su apoyo durante mucho tiempo al expresidente de Egipto, Hosni Mubarak, durante la revolución egipcia de 2011. En ese marco, acusó a los manifestantes de ser traidores y espías externos. Además, se le vio en manifestaciones en apoyo de Mubarak junto a su hermano Ibrahim, también futbolista.